# هزار مني السفلى (الريف الشرقي)
هزار مني السفلى (بالفارسية: هزارمنی سفلی) هي منطقة سكنية تقع في إيران في قسم الريف الشرقي الريفي. يقدر عدد سكانها بـ 90 نسمة بحسب إحصاء 2016.